# His 'n' Hers
His 'n' Hers es el cuarto álbum de la banda Pulp, lanzado el 18 de abril de 1994 vía Island Records, es comúnmente citado como el álbum que llevó a Pulp a la popularidad, alcanzando el número 9 en la UK Albums Chart. En 1998, los lectores de "Q Magazine" votaron al álbum en el lugar 70 de los grandes álbumes de todos los tiempos. Una versión "deluxe" fue lanzada el 11 de septiembre de 2006, esta contiene un segundo disco de B-Sides, Demos y rarezas. "Lipgloss", "Do You Remember the First Time", "Razzmatazz", y el nuevo mix de "Babies" fueron lanzados como singles, el último como parte de "The Sisters EP".
Perdió contra Elegant Slumming de M People en los Mercury Music Prize de 1994, lo cual fue muy cuestionado, debido a la popularidad del Britpop en aquellos años.

## Lista de canciones

### Lanzamiento Original
1. "Joyriders" – 3:25
2. "Lipgloss" – 3:34
3. "Acrylic Afternoons" – 4:09
4. "Have You Seen Her Lately?" – 4:11
5. "Babies" – 4:04 (No aparece en la versión de vinilo)
6. "She's a Lady" – 5:49
7. "Happy Endings" – 4:57
8. "Do You Remember The First Time?" – 4:22
9. "Pink Glove"  – 4:48
10. "Someone Like the Moon" – 4:18
11. "David's Last Summer" – 7:01
12. "Razzmatazz"  – 3:41 (solo aparece en la versión para USA)

### Disco Bonus, Edición Deluxe
1. "Live On" (BBC Mark Goodier Session)
2. "You're not Blind" (demo)
3. "Space" (BBC Hit The North Session soundcheck)
4. "The Boss" (demo)
5. "Watching Nicky" (demo)
6. "Frightened" (demo)
7. "Your Sister's Clothes" (de Sisters EP)
8. "Seconds" (de Sisters EP)
9. "His 'n' Hers" (de Sisters EP)
10. "Street Lites" (b-side de Do You Remember The First Time)
11. "You're a Nightmare" (BBC John Peel Session)
12. "The Babysitter" (b-side de Do You Remember The First Time)
13. "Deep Fried in Kelvin" (b-side de Lipgloss)

## Personal
- Jarvis Cocker – Voz, Piano, Guitarra, Sintetizador
- Russell Senior – Guitarra, Violín, Bajo
- Candida Doyle – Teclado, Piano, Órgano
- Nick Banks – Batería
- Steve Mackey - Bajo

- Datos: Q1755342